# Дневник эфемерной жизни
«Дневни́к эфеме́рной жи́зни» (яп. 蜻蛉日記, кагэро: никки) — произведение японской литературы жанра никки, созданное Митицуна-но хаха (935—995) в эпоху Хэйан в конце X века и написанное хираганой на классическом японском языке. Сочинение выполнено в эстетике моно но аварэ, проза перемежается поэтическими произведениями жанра вака. Первый в истории японской литературы дневник, написанный женщиной.

## Проблемы перевода
При переводе фрагментов В. Н. Маркова дала название «Дневник летучей паутинки». Первый полный перевод на русский язык В. Н. Горегляда был опубликован под титулом «Дневник эфемерной жизни». В литературоведении также встречаются названия «Дневник эфемериды», «Дневник мотылька», «Дневник подёнки», но Горегляд выступал против названий такого рода и критически отнёсся к неточным переводам японского титула на английский язык:
- «Годы стрекозы» — Seidensticker, Edward. The Gossamer Years [Kagerō nikki] (1964)
- «Дневник стрекозы» — McCullough, Helen Craig. The Gossamer Journal [Kagerō nikki] (1990)

Иероглифы названия «Кагэрō никки» (старояпонский «Кагэро-но ники») в интерпретации Фудзивары Тэйки (1162—1241) обозначают «Дневник подёнки», но Горегляд предостерегал о недостаточной точности такого названия. Научное обозначение насекомого подёнка лат. Ephemeroptera происходит от др.-греч. эфемерос, ἐφήμερος — длящийся не более дня, однодневный, мимолётный, живущий всего один день от утра до вечера. Кроме того японский омоним Kagerō означает «струящийся от жары воздух», нечто реальное и вместе с тем неуловимое, мимолетное. Ввиду многозначности понятия на языке оригинала Соня Арнцен (Sonja Arntzen), автор последней английской версии (1997), отказалась от полного перевода названия на английский язык, сохранив часть японского титула: The Kagerō Diary («Дневник Кагэро»).
Западные исследователи (Браунштейн, Стил и Вортон — Brownstein, Still and Worton) поднимали вопрос различия стилей мужской и женской прозы с точки зрения гендерной проблематики. Соня Арнцен решилась на эксперимент по воссозданию женского стиля японской литературы эпохи Хэйан. В статье Валери Хенитюк сравниваются три перевода дневника на английский язык, у каждого из которых имеются свои сильные и слабые стороны, и приводятся примеры начальных строк сочинения:
- Оригинал: яп. 蜻蛉日記 かくありし時すぎて かくありし時すぎて、世中にいとものはかなく、とにもかくにもつかで世にふる人ありけり.
- Seidensticker: These times have passed, and there was one who drifted uncertainly through them, scarcely knowing where she was.
- McCullough: There was once a woman who led a forlorn, uncertain life, the old days gone forever and her present status neither one thing nor the other.
- Arntzen: Thus the time has passed and there is one in the world who has lived such a vain existence, catching on to neither this nor that[12].

Для полноты картины приводится вариант русского перевода:
- Горегляд: Времена, когда всё это было, прошли. Проводила свою жизнь некая особа, у которой мирские привязанности были так непостоянны, а всё вокруг было исполнено такой неуверенности!

В статье Хенитюк отмечена склонность к краткости Сейденстикера, поскольку в его переводе одного пассажа с языка оригинала использовано 129 слов, когда на то же у Маккалло ушло 169 слов, а у Арнцен заняло 187 слов

## Описание
Из дошедших 14 произведений жанра никки эпохи Хэйан «Дневник эфемерной жизни» относится к 4 важнейшим. Это первое такое сочинение, созданное женщиной, первый в истории японской литературы женский дневник. Считается самым объёмным произведением классической японской дневниковой литературы. Ни настоящее имя автора, ни авторский автограф не сохранились. Дошедшие до наших дней списки датируются не ранее XVII века. Предположительно произведение создавалось с 970 по 995 год. В дневнике ретроспективно описаны события, происходившие на протяжении 21 года — с 954 по 974 год, и переданы «грустные раздумья автора над эфемерностью жизни»: «Как подумаешь о том, сколь всё непрочно, — сама не знаешь, есть ли оно или нет его». В самом начале произведения имеется одна особенность, когда автор как бы отстраняется от героини и пишет от третьего лица, но тут же переходит на повествование от первого лица. В дальнейшем повествовательница и главная героиня почти неразделимы на всем протяжении дневника, а когда в некоторых редких местах они отделяются друг от друга, дневник обретает черты произведения художественного вымысла. Автор даёт оценку неудавшейся жизни героини, то есть своей собственной. По её мнению, её сочинение не должно было содержать выдумку, реакции писательницы/героини дневника переданы в высшей степени достоверно.
Писательница/героиня уступила настойчивым и упорным ухаживаниям Фудзивары-но Канэе (929—990), высокопоставленного аристократа и старшего советника (дайнагона с 970 года), став в 954 году его второй женой, но вскоре после заключения брака муж охладел к жене. И. А. Боронина цитировала слова профессора Кавагути Хисао о замужестве героини, уподоблявшего его «плаванию в волнах прилива у берега, изобилующего подводными рифами, с отказавшими штурвалом и парусом». Отдалённость мужа, его увлечения другими женщинами, годы счастливой жизни в период сближения с последующими размолвками и многолетняя холодность привели героиню к устойчивой мысли об эфемерности человеческих отношений, бренности сущего, непостоянству привязанностей и всего мирского, к желанию принять постриг, единственным препятствием к чему стала забота о сыне, которая к тому же избавила героиню от стремления к смерти. К уходу от мира как способу преодоления душевного кризиса побудило непостоянство мужа, и эта мотивировка была убедительно показана в дневнике. Арнцен привела мнение японской исследовательницы Синодзуки Сумико (яп. 篠塚 純子, синодзука сумико), расценившей дневник в качестве своего рода терапии для автора.
Около половины произведения было составлено ретроспективно на основе поэтических вставок как воспоминания о прошлом. Остальные части примерно отражали непосредственно происходящие события. К данному сочинению относятся слова Борониной, характеризующие все произведения жанра: «Поэтический материал органически входил в художественную ткань дневников и был средством передачи эмоциональных реакций героев и их психологических состояний». Согласно приведённым И. А. Борониной и В. Н. Гореглядом подсчётам, в первой книге «Дневника эфемерной жизни» поэтические вставки составили 20 % текста, а если принять во внимание прозаические части, написанные по принципу «котобагаки», то и около половины всего произведения. Однако в процессе создания «Дневника» количество поэтических вставок в его второй и третьей книгах значительно уменьшилось. Первая книга описывает период в 15 лет (954—968 годы), содержит 69 статей (дневниковых записей в среднем по 13 строк) и 120 стихотворений (118 танок и 2 нагауты, 20 % текста). Вторая книга охватывает период в 3 года (969—971 годы), содержит 77 статей (в среднем по 16 строк) и 58 стихотворений (47 танок и 1 нагаута, 3 % текста). Третья книга посвящена событиям последних 3 лет (972—974 годы), содержит 62 статьи (в среднем по 19 строк), а поэтические вставки из 79 танок составляют 7 % её текста.

## Значимость
В определённой мере «Дневник эфемерной жизни» вместе с другими сочинениями жанра никки готовил почву для создания «Повести о Гэндзи» — шедевра японской литературы эпохи Хэйан, затмившего все созданные до него произведения. «Если лирическая поэзия заложила традиции художественного воплощения духовного мира человека, первой обратившись к его сердцу („кокоро“), к его мыслям и чувствам („омои“), то дневниковая литература, унаследовавшая и развившая эти традиции, послужила важнейшим источником психологизма „Гэндзи моногатари“. <…> Неустойчивость семейных и любовных отношений, обусловленная полигамией, связанные с этим нравственные страдания рождали потребность излить душу, и форма дневника оказалась как нельзя более для этого подходящей — сам жанр был в значительной мере вызван к жизни назревшей потребностью самовыражения автора-героя (а точнее, как правило, героини)».
С точки зрения развития литературы, в то время как поэзия танка выражала сиюминутные чувства и настроения, статическое душевное состояние, то не лишённые поэтических вставок произведения жанра никки раскрывали духовный мир в движении, в динамике, отражали его эволюцию, вызванную непрерывной сменой конкретных жизненных ситуаций.

## Издания
- Митицуна-но хаха. Дневник эфемерной жизни = Кагэро никки / Пер. с япон., предисл. и комм. В. Н. Горегляда. — СПб. : Петербургское Востоковедение, 1994. — 352 с. — (Памятники культуры Востока). — 20 000 экз. — ISBN 5-85803-031-9. Первая публикация полного перевода на русский язык.
- Митицуна-но хаха. Дневник эфемерной жизни / Пер. с япон., предисл. и комм. А. М. Мещерякова // Японские средневековые дневники : Антология. — СПб. : Северо-Запад Пресс, 2001. — С. 159—391. — 624 с. — (Золотая серия японской литературы). — 3000 экз. — ISBN 5-93698-043-X.
- Удайсё Митицуна-но хаха. Дневник летучей паутинки / Пер. с япон. В. Н. Марковой // Тысяча журавлей : Антология японской поэзии и прозы VIII—XIX вв. / Составитель: Т. П. Редько. — СПб. : Азбука-классика, 2005. — С. 201—209. — 992 с. — 10 000 экз. — ISBN 5-352-00861-4.
- Kagerō Diary : A Woman's Autobiographical Text from Tenth-Century Japan :  [англ.] / Translated with an Introduction and Notes by Sonja Arntzen. — Andrew W. Mellon Foundation Humanities Open Book Program, 1998. — 415 p. — (Michigan Monograph Series in Japanese Studies). — ISBN 978-0-472-90140-1.